# SN 2002kj
SN 2002kj – supernowa odkryta 1 grudnia 2002 roku w galaktyce A003524+0359. W momencie odkrycia miała maksymalną jasność 18,50m.